# Estádio Polman
Polman Stadion é um estádio de futebol localizado em Stadionlaan 1, Almelo, Países Baixos.
Foi inaugurado no ano 1999 com uma ampliação em 2005, tem uma capacidade para albergar a 13 500 adeptos comodamente sentados.
A sua equipa local é o Heracles Almelo da Eredivisie.